# Phyllaphoides bambusicola
Phyllaphoides bambusicola är en insektsart som beskrevs av Takahashi, R. 1921. Phyllaphoides bambusicola ingår i släktet Phyllaphoides och familjen långrörsbladlöss. Inga underarter finns listade i Catalogue of Life.